# Trigevolol
Trigevolol je agonist beta adrenergičkog receptora.